# Sindaci di Istanbul

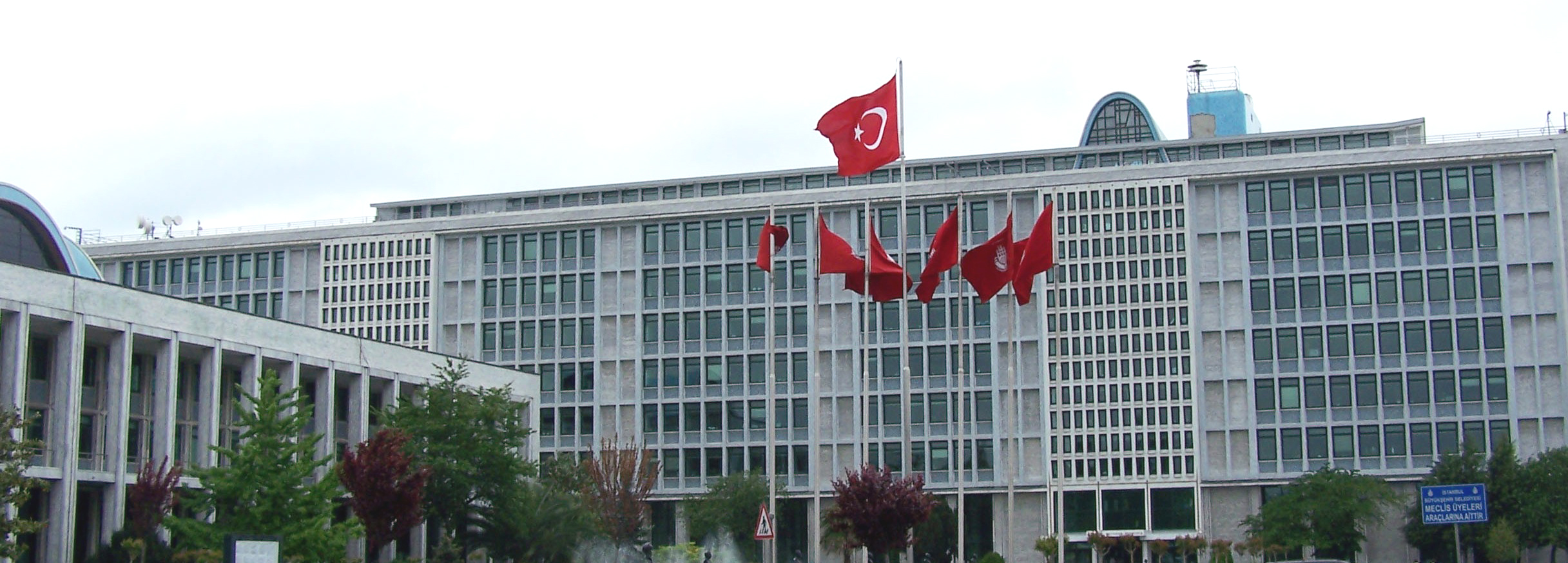
Municipio metropolitano di Istanbul nel distretto di Fatih

Questa è una lista di sindaci di Istanbul, in Turchia.

## Repubblica turca

### Governatori -sindaci 1923-1960
- 1 Haydar Yulug 15 aprile 1923 - 8 giugno 1924
- 2 Emin Erkul 8 giugno 1924 - 12 ottobre 1928
- 3 Muhittin Üstündağ 14 ottobre 1928 - 4 dicembre 1938
- 4 Lütfi Kırdar  8 dicembre 1938 - 16 ottobre 1949
- 5 Fahrettin Kerim Gökay 24 ottobre 1949 - 26 ottobre 1957
- 6 Kemal Hadımlı 12 luglio 1957 - 5 ottobre 1957
- 7 Mümtaz Tarhan  29 novembre 1957 - 11 maggio 1958
- 8 Ethem Yetkiner 14 maggio 1958 - 24 dicembre 1958
- 9 Kemal Aygün 25 dicembre 1958 - 27 maggio 1960

### Sindaci durante la dominazione militare (1960-1963)
Dopo il colpo di stato del 27 maggio 1960, i militari eliminarono la carica di sindaco e nominarono 7 funzionari fino al 1963.
- 10 Refik Tulga 27 maggio 1960 - June 14, 1960 - General
- 11 Şefik Erensü 14 giugno 1960 - 24 settembre 1960 Generale
- 12 Refik Tulga 24 settembre 1960 - 26 febbraio 1962 - Generale
- 13 Turan Ertuğ 27 febbraio 1962 - 16 marzo 1962
- 14 Kadri İlkay 17 marzo 1962 - 30 dicembre 1963
- 15 Kamuran Görgün 8 giugno 1962 - 22 giugno 1962
- 16 Niyazi Akı 31 gennaio, 1963 - 28 febbraio 1963
- 17 Necdet Uğur  23 febbraio 1963 - 9 dicembre 1963

### Sindaci eletti del Municipio di Istanbul (1963-1980)
- 18 Haşim İşcan  10 dicembre 1963 - 11 marzo 1968
- 19 Faruk Ilgaz  12 marzo 1968 - 6 giugno 1968
- 20 Fahri Atabey 8 giugno 1968 - 9 dicembre 1973 - AP
- 21 Ahmet İsvan 14 dicembre 1973 - 11 dicembre 1977 - CHP
- 22 Aytekin Kotil 14 dicembre 1977 - 12 settembre 1980 - CHP

### Sindaci durante la dominazione militare (1980-1984)
Durante il dominio militare dal 12 settembre 1980, fino al 1984, furono assegnati i sindaci. Con l'atto del 4 dicembre 1981, il comune di alcune grandi città turche fu riorganizzato per soddisfare i mutati requisiti.
- 23 İsmail Hakki Akansel 12 settembre 1980 - 30 agosto 1981 - Generale
- 24 Ecmel Kutay  30 agosto 1981 - 24 marzo 1982 - Generale
- 25 Abdullah Tırtıl 24 marzo 1982 - 26 marzo 1984

### Sindaci metropolitani di Istanbul
| #  | Nominativo | Nominativo                       | Partito | Partito            | Mandato           | Mandato           | Elezione       |
| #  | Nominativo | Nominativo                       | Partito | Partito            | Inizio            | Fine              | Elezione       |
| -- | ---------- | -------------------------------- | ------- | ------------------ | ----------------- | ----------------- | -------------- |
| 26 |            | Bedrettin Dalan                  |         | ANAP               | 26 marzo 1984     | 28 marzo 1989     | 1984           |
| 27 |            | Nurettin Sözen                   |         | SHP                | 28 marzo 1989     | 27 marzo 1994     | 1989           |
| 28 |            | Recep Tayyip Erdoğan             |         | RP/FP              | 27 marzo 1994     | 6 novembre 1998   | 1994           |
| 29 |            | Ali Müfit Gürtuna                |         | FP (Ind. dal 2001) | 12 novembre 1998  | 28 marzo 2004     | 1999           |
| 30 |            | Kadir Topbaş                     |         | AKP                | 28 marzo 2004     | 22 settembre 2017 | 2004 2009 2014 |
| —  |            | Ahmet Selamet                    |         | Indipendente       | 22 settembre 2017 | 28 settembre 2017 | —              |
| 31 |            | Mevlüt Uysal                     |         | AKP                | 28 settembre 2017 | 17 aprile 2019    | —              |
| 32 |            | Ekrem İmamoğlu                   |         | CHP                | 17 aprile 2019    | 6 maggio 2019     | 2019           |
| —  |            | Ali Yerlikaya (facente funzioni) |         | Indipendente       | 7 maggio 2019     | 27 giugno 2019    | —              |
| 32 |            | Ekrem İmamoğlu                   |         | CHP                | 27 giugno 2019    | 23 marzo 2025     | 2019 2024      |
| —  |            | Nuri Aslan (facente funzioni)    |         | CHP                | 26 marzo 2025     | in carica         | —              |